# Filace (Pieria)
Filace (greco: Φυλακαί Phylakài o Φυλακή/Φυλάκη Phylakḕ/Phylàkē) era un'antica città della Macedonia nella regione della Pieria.
La città si trovava nel nord della regione in una zona montagnosa nella valle dell'Aliacmone a nord-est di Balla. La città viene menzionata da Plinio nella Naturalis Historia.